# Hugo Avellaneda Valdez
Hugo Avellaneda Valdez, alias "Eloy", es un terrorista peruano perteneciente al Movimiento Revolucionario Túpac Amaru (MRTA) siendo uno de sus fundadores y el encargado de las relaciones internacionales.

## Biografía
En 1988, fue detenido en el aeropuerto Jorge Chávez junto a Peter Cárdenas Schulte cuando pretendía salir del país con pasaportes ecuatorianos. En 1990, fue parte de la fuga del penal de Castro Castro junto a Víctor Polay Campos y Miguel Rincón Rincón. Operó en Europa en coordinación con Sonia Cuentas Anci, alias "Claudia". Tras la muerte de Néstor Cerpa Cartolini en la Operación Chavín de Huántar, Avellaneda, que se encontraba en Europa, asume el liderazgo de los remanentes del MRTA, aunque ya para entonces la organización terrorista estaba desarticulada por lo que se dedicaría al cobro de cupos y a un minoritario trabajo de captación. En 1997, la policía peruana ofreció una recompensa por su captura. Actualmente se encuentra prófugo de la justicia, aunque se le habría detectado comunicándose, junto a los emerretistas Rodolfo Kleins (alias "Dimas") e Isaac Velasco Fuertes (alias "Ciego"), con subversivos excarcelados.